# 费利克斯·奥托
费利克斯·奥托（德語：Felix Otto，1983年6月14日—），德国男子赛艇运动员。他曾代表德国参加2006年世界赛艇锦标赛，搭档奥勒·吕克布罗特获得男子轻量级双人单桨无舵手金牌。